# Mottes féodales dites Les Bourgs Heusas
Les mottes féodales dites Les Bourgs Heusas sont situées à Pléven, en France. 

## Localisation
Les mottes féodales sont situées sur le territoire de la commune de Pléven, au lieu-dit Les Bourgs-Heusas, dans le département des Côtes-d'Armor, en région Bretagne.

## Histoire
Les mottes féodales font l’objet d'un classement au titre des monuments historiques depuis le 7 novembre 1961.